# Sporobolus nudiramus
Sporobolus nudiramus är en gräsart som beskrevs av Boechat och Longhi-wagner. Sporobolus nudiramus ingår i släktet droppgräs, och familjen gräs. Inga underarter finns listade i Catalogue of Life.